# Кривлин
Кри́влин — село в Україні, у Велицькій сільській територіальній громаді Ковельського району Волинської області. Населення становить 170 осіб.

## Географія
Селом протікає річка Ставок.

## Історія
У 1906 році село Велицької волості Ковельського повіту Волинської губернії. Відстань від повітового міста 32 верст, від волості 8. Дворів 62, мешканців 375.

## Населення
Згідно з переписом УРСР 1989 року чисельність наявного населення села становила 159 осіб, з яких 75 чоловіків та 84 жінки.
За переписом населення України 2001 року в селі мешкала 161 особа.

### Мова
Розподіл населення за рідною мовою за даними перепису 2001 року:
| Мова       | Відсоток |
| ---------- | -------- |
| українська | 99,41 %  |
| російська  | 0,59 %   |